# AB Södra Förstadsbanan

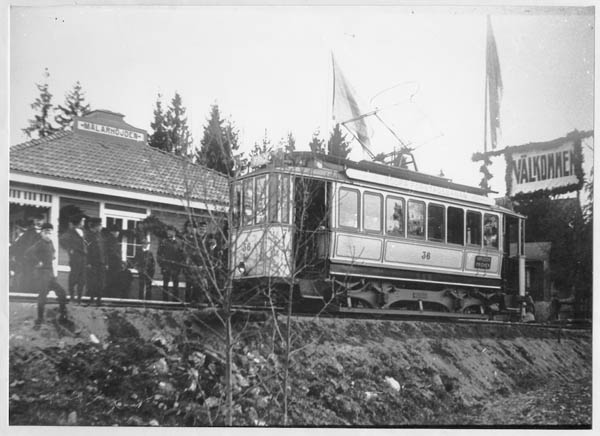
Invigningen av Södra förstadsbanans förlängning till Mälarhöjden den 1 maj 1913

AB Södra Förstadsbanan var ett trafikföretag i Stockholm som existerade mellan 1909 och 1922.
I dåvarande Brännkyrka landskommun, sydväst om Stockholms innerstad, hade tätbebyggelse växt fram under slutet av 1800-talet, och i Liljeholmen hade ett municipalsamhälle bildats. Behov av organiserad trafik hade uppstått. Fridhems (Mälarhöjdens) villaägareförening, med boktryckaren Gustaf Walfrid Wilhelmsson i spetsen, tryckte på för att lösa frågan.
Konstituerande bolagsstämma för AB Södra Förstadsbanan hölls den 30 juli 1909. År 1910 beviljades koncession och kontrakt slöts med ASEA om byggandet av anläggningen. 
Kontrakt slöts 1911 med Stockholms Södra Spårvägsaktiebolag (SSB), som på entreprenad skulle bedriva trafiken på bolagets spårvägar, Enskedebanan. Trafiken (utan linje-nummer) öppnades i augusti 1911 med fordon och personal från Stockholms Södra Spårvägsaktiebolag. Banan gick mellan Hornstull och Fridhem (nuvarande Mälarhöjdens kyrka).
Den 1 januari 1913 inkorporerades Brännkyrka med Stockholm. Samma år fick spårvagnslinjen beteckningen Linje 23.
Som ett led i samordningen av spårvagnstrafiken i Stockholm övertogs i juli 1920 Södra Förstadsbanans hela rörelse av AB Stockholms Spårvägar (SS), varefter bolaget likviderades året därpå.
Spårvagnstrafiken på banan fortsatte till 1964, då tunnelbanan invigdes på sträckan. Tunnelbanan byggdes i en ny sträckning till stor del i tunnlar, eftersom man ville ha fritt från vägkorsningar och Södra Förstadsbanan var byggd med vägkorsningar.

## Verkställande direktörer
- Gustaf Walfrid Wilhelmsson, 1909-1913[källa behövs]
- Percy Tamm, 1912-1920[1]